# 지방도 제723호선
지방도 제723호선은 전북특별자치도 완주군 삼례읍 삼례사거리에서 익산시, 부여군을 거쳐 충청남도 청양군 장평면을 잇는 전북특별자치도의 지방도이다. 노선의 절반 이상이 충청남도에서 관리하고 있다. 부여군 은산면부터 청양군 구룡삼거리까지 구간은 국도 제39호선과 중첩된다. 부여군 은산면 은산 교차로에서 서천공주고속도로의 부여 나들목으로 진입할 수 있다.

## 연혁
2003년 도로현황조서부터 등장하며 완주군 삼례읍 둔산리가 시점이라고 되어 있으나 둔산리는 완주군 삼례읍에 속한 적이 없어 본래 소재지인 봉동읍의 오기이다. 이후 오랫동안 익산시 구간 도로가 개설되지 않다가 2002년부터 익산시 석왕동 ~ 웅포면으로 이어지는 백제로 도로를 건설하기 시작해 2009년 웅포면 ~ 삼기면 구간이, 2012년 8월 14일부터 삼기면 ~ 석왕동 구간이 개통되었다. 전 구간 준공은 2012년 9월 5일에 이루어졌다.
- 2003년 2월 20일 : 충청남도 부여군 양화면 내성리와 청양군 장평면 낙지리를 잇는 연장 45.2km의 '삼례 ~ 장평선' 노선 신설[2]
- 2009년 12월 31일 : 부여군 충화면 가화리 ~ 팔충리 3.01 km 구간 개통[3]
- 2012년 7월 1일 : 충청남도 구간 지방도 노선 조정[4]
- 2012년 8월 14일 : 익산시 석왕동 ~ 삼기면 기산리 6.15 km 구간 신설 개통[5]
- 2013년 11월 20일 : 충청남도 부여군 남면 송암리 ~ 구룡면 용당리 1.16 km 구간 개통[6]
- 2020년 6월 1일 : 충청남도 부여군 충화면 팔충리 ~ 남면 송암리 4.2km 구간과 충청남도 부여군 구룡면 동방리 ~ 죽교리 1.6km 구간 개통 및 기존 충청남도 부여군 충화면 팔충리 ~ 남면 마정리 4.6km 구간 폐지[7]
- 2023년 11월 3일: 기점을 기존 완주군 봉동읍 둔산리에서 삼례읍 삼례리로 변경함. 이에 따라 총 연장이 34.5km에서 34.3km로 변경됨.[8]

## 주요 경유지

### 전북특별자치도
- 완주군
  - 삼례읍 삼례사거리 - 우석대학교

- 익산시
  - 왕궁면 화산 교차로 - 쌍정 교차로 - 원쌍정
  - 삼례읍 어전리
  - 춘포면 인수교 - 유아교육진흥원(구 춘포중학교) - 오산리 - 석암교
  - 팔봉동 석암교 - 석암동 - 익산온천랜드 - LG화학 익산공장 - 용제동 - 2공단사거리 - 원팔봉사거리 - 익산소방서 - 익산종합운동장 - 석왕 교차로 - 신왕 교차로 - 은원1교 - 중왕 교차로 - 탑천1교
  - 금마면 각봉 교차로 - 갈산리
  - 삼기면 갈산 교차로 - 산기산 교차로 - 석기삼거리 - 간촌삼거리 - 보안교 - 오룡사거리 - 오룡리 - 익산제3산단 교차로
  - 함열읍 상마사거리 - 석해리 - 다송사거리 - 함열교 - 용지리 - 다송철교
  - 황등면 다송철교 - 다송2교 - 다송1교 - 용산리 - 용산사거리
  - 함라면 금성리 - 탑고지사거리 - 금성 교차로 - 숭림사 생태통로(율재)
  - 웅포면 숭림사 생태통로(율재) - 송천사거리 - 고창리 - 맹산리 - 맹산사거리 - 웅포대교

### 충청남도
- 부여군
  - 양화면 웅포대교 - 황골사거리 - (내성2리) - (수원1리) - 벽룡사거리 - 벽용리 - 송정리
  - 충화면 덕용저수지 - 용동교 - 가화 교차로 - 용동제1교 - 현미리 - 팔충리 - (팔충2리) - (1차선 구간 : 팔충제2교 - 덕림고개)
  - 장암면 (1차선 구간 : 덕림고개 - 점상리)
  - 남면 (1차선 구간 : (덕성마을)) - 송암 교차로 - 송암리 - (교량)
  - 구룡면 (교량) - 용당리 - 용담리 - 죽교리 - 구룡교 - 구룡 교차로 - 주정삼거리 - 주정리 - 먹고개삼거리 - 구봉리
  - 규암면 수목교 - 수목리 - 가루고개
  - 은산면 가루고개 - 경둔리 - 가중리 - 은산 교차로 - 은산농공단지 - 은산교 - 은산사거리 - 은산면사무소 - 은산중학교 교차로 - 은산초등학교, 은산중학교 - 구룡삼거리(부여) - 지천교
- 청양군
  - 장평면 지천교 - 구룡삼거리(청양) - 구룡리 - 관현리 - 밤갈미교 - 화산리 - 장평초등학교(폐교) - 화산교 - 낙지리

## 중복 구간
- 익산시 2공단사거리 ~ 지방도 제720호선과 중복
- 익산시 삼기면 갈산 교차로 ~ 간촌삼거리 : 지방도 제722호선과 중복
- 익산시 함라면 금성 교차로 ~ 웅포면 송천사거리 : 지방도 제724호선과 중복
- 부여군 양화면 황골사거리 ~ (내성2리) : 국가지원지방도 제68호선과 중복
- 부여군 남면 (덕성마을) ~ 송암 교차로 : 지방도 제611호선과 중복
- 부여군 구룡면 죽교리 ~ 구룡 교차로 : 국도 제4호선과 중복
- 부여군 구룡면 주정삼거리 ~ 먹고개삼거리 : 국도 제40호선과 중복
- 부여군 은산면 은산 교차로 ~ 청양군 장평면 구룡삼거리(청양) : 국도 제39호선과 중복

## 도로명
전라북도
- 완주군 삼례읍 삼례사거리 ~ 익산시 왕궁면 화산 교차로 : 삼례로
- 익산시 왕궁면 화산 교차로 ~ (원쌍정) : 궁성로
- 익산시 왕궁면 (원쌍정) ~ 팔봉동 2공단사거리 : 석암로
- 익산시 팔봉동 2공단사거리 ~ 원팔봉사거리 : 선화로
- 익산시 팔봉동 원팔봉사거리 ~ 석왕 교차로 : 무왕로
- 익산시 팔봉동 석왕 교차로 ~ 삼기면 갈산 교차로 : 백제1로
- 익산시 삼기면 갈산 교차로 ~ 간촌삼거리 : 황금로
- 익산시 삼기면 간촌삼거리 ~ 웅포면 웅포대교 : 백제로

충청남도
- 부여군 양화면 황골사거리 ~ (내성2리) : 양화동로
- 부여군 양화면 (내성2리) ~ (수원1리) : 망배로
- 부여군 양화면 (수원1리) ~ 벽룡사거리 : 양화서로
- 부여군 양화면 벽룡사거리 ~ 충화면 가화 교차로 : 양화북로
- 부여군 충화면 가화 교차로 ~ (팔충2리) : 충신로
- 부여군 충화면 (팔충2리) ~ 남면 (덕성마을) : 덕림로
- 부여군 남면 (덕성마을) ~ 송암 교차로 : 남성로
- 부여군 남면 송암 교차로 ~ 구룡면 죽교리 : 구룡로
- 부여군 구룡면 죽교리 ~ 주정삼거리 : 대백제로
- 부여군 구룡면 주정삼거리 ~ 먹고개삼거리 : 흥수로
- 부여군 구룡면 먹고개삼거리 ~ 청양군 장평면 구룡삼거리(청양) : 충의로
- 청양군 장평면 구룡삼거리(청양) ~ 낙지리 : 화산로